# Gobernación de Tver
La gobernación de Tver (en ruso: Тверская губерния, Tverskaya guberniya) era una división administrativa (un gubernia) del Imperio ruso y de la RSFS de Rusia, la cual existió de 1796 hasta 1929. Su capital era Tver. La gobernación estaba localizada en el centro de la parte europea del Imperio ruso y limitaba con las de Nóvgorod al norte, Yaroslavl al este, Vladímir al sureste, Moscú al sur, Smolensk al suroeste, y Pskov al oeste.
El área de la gobernación actualmente se encuentra repartido entre las óblasts de Tver y Moscú. Partes menores de ella pertenecen también a las óblasts de Yaroslavl y Nóvgorod.

## Historia

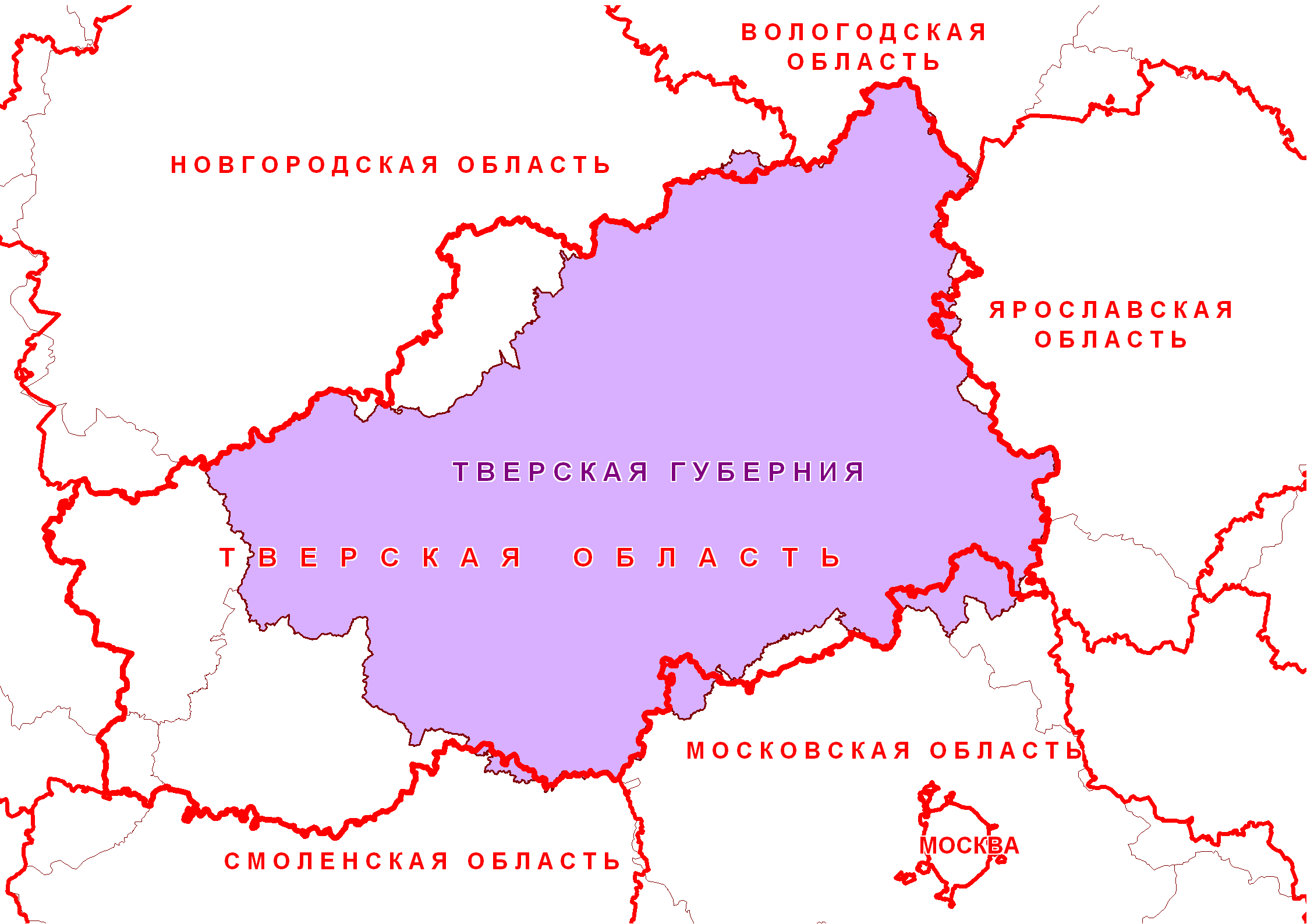
La gobernación de Tver y la actual óblast de Tver de la Federación de Rusia.

En el siglo XVIII, las áreas que más tarde iban a ser la gobernación de Tver estaban repartidas entre Moscú y Nóvgorod. El 25 de noviembre de 1775, fue creado el virreinato de Tver con capital en Tver. El 12 de diciembre de 1796, el virreinato fue transformado en gobernación.
En 1796, el virreinato estaba subdividido en trece uyezds, aun así, la gobernación de Tver originalmente sólo tuvo nueve uyezds:
- Bézhetsk;
- Kashin;
- Torzhok;
- Ostáshkov;
- Rzhev;
- Stáritsa;
- Tver;
- Vyshni Volochok;
- Zubtsov.

El 12 de agosto de 1929, la gobernación de Tver fue abolida y partida entre las óblasts de Moscú y Occidental.

## Gobernadores
Las tareas de administración en la gobernación estaban a cargo de un gobernador:
- 1797-1800 Ignaty Antonovich Teyls;
- 1800-1802 Villim Fyodorovich Mertens (Willem Mertens);
- 1802-1804 Ivan Mikhaylovich Ukhtomsky;
- 1804-1812 Alexander Andreyevich Ushakov;
- 1812-1813 Luka Semyonovich Kologrivov;
- 1813-1817 Pyotr Ivanovich Ozerov;
- 1817-1826 Nikolay Sergeyevich Vsevolozhsky;
- 1826-1830 Vasily Andrianovich Borisov;
- 1830 Dmitry Mikhaylovich Obrezkov;
- 1830-1831 Pyotr Grigoryevich Gorn;
- 1831 Pyotr Ivanovich Apraksin;
- 1831-1834 Kirill Yakovlevich Tyufyayev;
- 1834-1837 Alexander Petrovich Tolstoy;
- 1837-1842 Yakov Dmitriyevich Bolgovskoy;
- 1842-1857 Alexander Pavlovich Bakunin;
- 1857-1862 Pavel Trofimovich Baranov;
- 1862-1868 Pyotr Romanovich Bagration;
- 1868-1890 Afanasy Nikolayevich Somov;
- 1890-1897 Pavel Dmitriyevich Akhlestyshev;
- 1897-1903 Nikolay Dmitriyevich Golitsyn, más tarde el último Primer ministro Imperial de Rusia;
- 1903-1904 Alexey Aleksandrovich Shirinsky-Shikhmatov;
- 1904-1905 Sergey Dmitriyevich Urusov;
- 1905-1906 Pavel Alexandrovich Sleptsov;
- 1906-1917 Nikolay Georgiyevich Byunting (Nikolai von Bünting), linchado durante la Revolución de Febrero.

En 1809, El duque Jorge de Oldemburgo fue nombrado gobernador general y supervisor de las gubernias de Nóvgorod, Tver, y Yaroslavl. En 1812 murió, y la posición de gobernador general fue abolida.